# 高勇 (1952年)
高勇（1952年4月—），男，汉族，河北献县人，中华人民共和国政治人物，二级大法官，曾任天津市人民检察院副检察长、党组副书记，天津市高级人民法院副院长、党组副书记，河北省高级人民法院院长、党组书记。